# Хабаровские авиалинии
Хабаровские авиалинии — акционерное общество, специализирующееся на региональных перевозках в Хабаровском крае. Основные виды деятельности — перевозка пассажиров и грузов по региональным регулярным и чартерным маршрутам, рейсы санитарной авиации по заявкам Хабаровского территориального центра медицины катастроф министерства здравоохранения Хабаровского края, единственная из местных компаний в регионе оказывает спектр услуг в области технического обслуживания и ремонта авиационной техники: самолётов Ан-26, Ан-24, L-410.
В ведении АО «Хабаровские авиалинии» находятся аэропорт в Николаевске-на-Амуре и посадочные площадки в Советской Гавани, Нелькане, Чегдомыне, Тугуре, Удском. Коллектив предприятия — свыше 500 специалистов.

## История
Краевое государственное унитарное предприятие «Хабаровские авиалинии» создано согласно Распоряжению Губернатора Хабаровского края от 29 сентября 2003 года № 801-р на базе государственного авиационного предприятия «Николаевский объединенный авиаотряд». Официальной датой рождения предприятия считается 22 апреля 2004 года — дата официального получения сертификата эксплуатанта воздушных судов. Именно эта дата указана в трудовых книжках коллектива как начало трудовой деятельности специалистов предприятия. Первым генеральным директором предприятия был назначен Уклонский Николай Николаевич.
Хотя история авиапредприятия считается гораздо богаче и берет свое начало с 30-х годов прошлого тысячелетия. Николаевский аэропорт — одно из старейших авиапредприятий в дальневосточном регионе. Первый самолет в небе Николаевска-на-Амуре появился 9 января 1930 года, именно в этот день самолет будущего прославленного летчика Михаила Васильевича Водопьянова, прокладывая воздушную трассу Хабаровск — Николаевск-на-Амуре — Оха (о. Сахалин), совершил здесь первую посадку на расчищенную для самолета площадку. Прилетающие из Хабаровска самолеты садились летом на реку, зимой — на лед. Гидропорт был организован в 1932 году — именно с этого момента регулярно стали садиться сюда небольшие самолеты на поплавковых шасси. Первый аэропорт в городе был введен в эксплуатацию немного позднее, в 1934 г. Это было небольшое деревянное здание с водным аэродромом в районе улицы Чкаловской, на который приводнялись прилетающие самолеты типа «Каталины», МБР-2, МП-1 и местные Ш-2. Штат гидропорта состоял из начальника порта Черненко И. В., авиатехника Филатова А. Я., заправщика Шишкина, начальника рации Киргова, радиста Евсеева, уборщицы Рыбиной.
8 августа 1934 года считается официальной датой рождения Николаевского авиапредприятия. Именно в этот день появился приказ начальника Дальневосточного территориального управления ГВФ № 98 об организации Николаевского-на-Амуре авиазвена во главе с Черненко И. В. Звено имело в своем составе три самолета Ш-2, которые были способны принимать на борт всего до 200 кг груза. Строительство сухопутного аэродрома началось в Николаевске-на-Амуре в конце 30-х г.г. Уже в 1935 г. число пилотов -дальневосточников выросло до 45 человек.
До 2008 года авиапарк состоял из трёх самолётов Як-40, одного Ан-26-100 и трёх вертолётов Ми-8, дополнительно в 2008 году компании были переданы в аренду три Ан-24 и один Ан-26, принадлежавшие «Дальавиа».
26 октября 2022 года в Якутске прошла стратегическая сессия «Транспортная доступность Дальнего Востока - эффективное взаимодействие дальневосточной авиакомпании и аэропортов». На данном мероприятии было принято решение о том, что региональная авиакомпания «Хабаровские авиалинии» войдет в состав единой дальневосточной авиакомпании «Аврора». Необходимые соглашения об этом были подписаны в январе 2023 года.
Ежегодно компанией перевозится около 55 тыс. пассажиров. Доля авиапредприятия на рынке транспортных услуг местных перевозок края — более 80 %. В 2022 году его выручка составила 1031,68 млн рублей.

## Флот
По состоянию на август 2024 года размер флота АО «Хабаровские авиалинии» составляет 10 самолётов:

## Подведомственные аэропорты
В управлении АО «Хабаровские авиалинии» находятся следующие аэропорты:
1. Аэропорт «Николаевск-На-Амуре» (директор Ланских Валерий Анатольевич)
2. Аэропорт «Советская Гавань» (директор Вержман Дмитрий Александрович)

## Регулярные рейсы
По данным расписания 2019 года авиакомпания осуществляет регулярные перевозки из аэропорта Хабаровск в следующие населенные пункты Хабаровского края, Дальневосточного федерального округа:
- Аян
- Богородское
- Комсомольск-на-Амуре
- Нелькан
- Николаевск-на-Амуре
- Охотск
- Советская Гавань
- Херпучи
- Чумикан
- Чегдомын
- Оха (Сахалин)

## Катастрофы
6 декабря 2005 года в сложных метеоусловиях при выполнении срочного санитарного задания через семь минут после взлёта из аэропорта Николаевск-на-Амуре потерпел катастрофу вертолёт Ми-8Т RA-24453 КГУП «Хабаровские авиалинии». Вертолёт с правым креном 40- и тангажом 8- на пикирование на скорости полёта 180 км/ч столкнулся с ледовой, заснеженной поверхностью реки Амур в 200 м от правого берега, продвинулся по льду на 107 м, разрушился и через 15 — 20 минут затонул на глубине 6 метров. Все члены экипажа погибли.
Катастрофа вертолёта произошла в результате сочетания следующих факторов:
- неоправдавшегося метеорологического прогноза погоды;
- выдачи разрешения на полёт без достаточного анализа метеорологической обстановки и без установления экипажу минимальных метеоусловий для выполнения полёта;
- непринятия экипажем своевременных мер по исключению попадания ВС в условия полёта с ограниченной видимостью;
- отсутствия чёткого взаимодействия между членами экипажа, что привело к превышению максимально допустимого значения угла крена, снижению вертолёта и его столкновению с ледяной поверхностью.

15 ноября 2017 года при заходе на посадку потерпел крушение самолет Let L-410 (RA-67047), следовавший рейсом Хабаровск — Нелькан. Крушение произошло около 13:00 по местному времени (06:00 мск). По данным МЧС из 7 человек на борту погибли 6. В больницу доставлен выживший ребенок 3-х лет.